# 견인 도시 연대기
견인 도시 연대기(영어: Hungry City Chronicles) 또는 모털 엔진 사부작(영어: Mortal Engines Quartet)은 필립 리브의 SF 소설 시리즈이다. 제1부 《모털 엔진》 (2001), 《사냥꾼의 현상금》 (2003), 《악마의 무기》 (2005), 《황혼의 들판》 (2006)으로 구성된다.
제1부 《모털 엔진》이 피터 잭슨 제작, 크리스천 리버스 연출로 2018년 《모털 엔진》으로 영화화되어 개봉되었다.